# Pieter van Vollenhoven
Pieter van Vollenhoven, Jr. (30 de abril de 1939) é o marido da princesa Margarida dos Países Baixos e um membro, da Casa de Orange-Nassau pelo casamento.

## Início da vida e carreira
Nascido em Schiedam, o segundo filho de Pieter van Vollenhoven, Sr. (1897-1977) e sua esposa Danielle Gijsbertha Stuylingh de Lange (1906-1983).
Van Vollenhoven começou os estudos secundários em Rotterdam, e ele posteriormente estudou Direito na Universidade de Leiden. Formou-se em 1965, após o qual ele trabalhou como um oficial legal para o Conselho de Estado neerlandês. Em 1966, ele realizou o serviço militar com a Real Força Aérea Neerlandesa, e alcançou uma licença de piloto militar no ano seguinte.

## Casamento e família
Van Vollenhoven casou com a Princesa Margarida dos Países Baixos em Haia em 10 de Janeiro de 1967, no St. James Church. Isso fez dele o primeiro membro da Casa de Orange-Nassau, é um plebeu. Ele não foi dado nenhum títulos reais como resultado do casamento e é, portanto, formalmente chamado de "Sr. Van Vollenhoven" ou pelo seu título profissional como "Professor Van Vollenhoven".
O casal foi morar na Casa Het Loo , perto do Palácia Het Loo. Eles têm quatro filhos:
- Maurício de Orange-Nassau, van Vollenhoven (1968). É casado com Marilène van den Broek e tem 3 filhos:
  - Anastásia ("Ana") Margarida Josefina de Lippe-Biesterfeld de Vollenhoven (2001)
  - Lucas Maurício Pedro Henrique de Lippe-Biesterfeld de Vollenhoven (2002)
  - Felícia Juliana Benedita Bárbara de Lippe-Biesterfeld de Vollenhoven (2005)
- Bernardo de Orange-Nassau, van Vollenhoven (1969). É casado com Annette Sekrève e tem 3 filhos:
  - Isabel Lilian Juliana de Vollenhoven (2002)
  - Samuel Bernardo Luís de Vollenhoven (2004)
  - Benjamin Pedro Floris de Vollenhoven (2008)
- Pedro Cristiano de Orange-Nassau, van Vollenhoven (1972). É casado com Anita van Eijk (1969) e tem dois filhos:
  - Ema Francisca Catarina de Vollenhoven (2006)
  - Pedro Antônio Maurício Eric de Vollenhoven (2008)
- Floris de Orange-Nassau, van Vollenhoven (1975). É casado com Aimée Söhngen e tem 2 filhas:
  - Magali Margarida Leonor de Vollenhoven (2007)
  - Eliane Sofia Carolina de Vollenhoven (2009)

Os filhos de Pieter e da princesa Margarida portam os títulos de "Alteza" e "Príncipe de Orange-Nassau, van Vollenhoven". Como estes não são hereditários, os seus netos usam o sobrenome do avô paterno. Contudo, os filhos do príncipe Maurício que usam o sobrenome "van Lippe-Biesterfeld van Vollenhoven", em referência ao nome do pai de Margarida, Bernardo de Lippe-Biesterfeld. 
Os príncipes Pedro Cristiano e Floris perderam os seus direitos de sucessão ao trono holandês por não solicitarem autorização oficial do parlamento para se casarem.